# Rosa shocking
Il rosa shocking (anche chiamato rosa shock o rosa Schiaparelli), è una gradazione molto intensa del magenta.

## Storia
La disegnatrice di moda Elsa Schiaparelli rese popolare questo colore nel 1936 grazie al suo profumo Shocking de Schiaparelli, la cui confezione era di colore rosa shocking, mentre il flacone in essa contenuta era modellato sul torso dell'attrice Mae West.
(Helen Varley)
Questo colore è attualmente chiamato di nuovo "rosa shocking", per distinguerlo da ciò che oggi viene chiamato rosa caldo. Il suo aspetto è molto più vicino al magenta che al rosa tradizionale.
Uno dei più celebri utilizzi del colore fu quello del vestito di Marilyn Monroe nel film Gli uomini preferiscono le bionde.